# 危瓛
危瓛，明朝政治人物、進士。
洪武十八年，其中進士三甲第一名，后授予卫府纪善。